# 二神光次
二神 光次（ふたがみ こうじ、1936年10月3日 - ）は、日本の電気工学者。

## 人物・経歴
福岡県に生まれる。1955年福岡県立修猷館高等学校を経て、1960年3月九州大学理学部物理学科を卒業。1962年3月九州大学大学院工学研究科修士課程（応用物理学）を修了。
1965年4月九州大学応用力学研究所助手となり、1967年4月同講師、1969年8月同助教授を経て、1980年2月宮崎大学工学部教授に就任。宮崎大学において、1986年6月より1988年6月まで学生部長、1989年3月より1993年3月まで工学部長を務めた後、1995年12月学長に就任。2001年11月学長を退任し、2002年3月退官。名誉教授となる。
2002年4月九州産業大学工学部電気情報工学科教授に就任。